# باشا (بيت دعارة)
باشا (بالإنجليزية: Pascha)‏ كان بيت دعارة يتكون من 12 طابقًا تبلغ مساحته 9000 متر مربع في مدينة كولونيا بألمانيا.كان يضم حوالي 120 شخص يعملون بالدعارة و80 موظف وكان يدخله حوالي 1000 زبون في اليوم وبذلك كان هو أكبر بيت دعارة في العالم.  تم إغلاقه في 2020 بسبب جائحة فيروس كورونا.